# Hauptversammlung

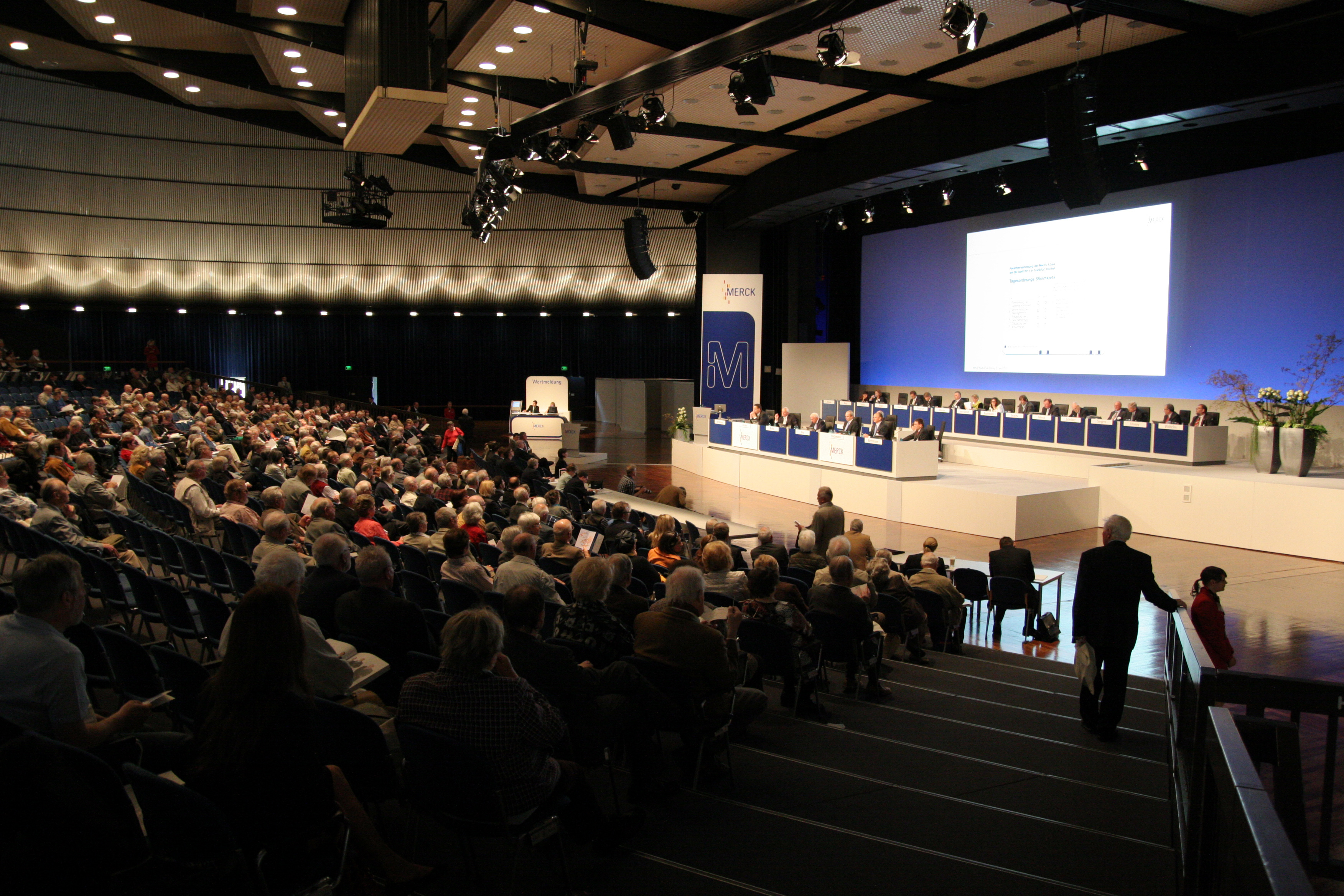
Hauptversammlung eines DAX-Unternehmens (Merck KGaA).

Die Hauptversammlung (abgekürzt HV, englisch annual general meeting) ist im Gesellschaftsrecht eines der drei Organe einer Aktiengesellschaft, einer Kommanditgesellschaft auf Aktien oder einer Societas Europaea. Sie dient als Versammlung aller Aktionäre der Information und Beschlussfassung über unternehmensbezogene Vorgänge. In der Schweiz nennt sich die Aktionärsversammlung Generalversammlung.

## Abgrenzung
Auch bei anderen Rechtsformen wie bei Vereinen oder örtlichen Gruppierungen von Politischen Parteien wird abgrenzend diejenige oder einzige jährliche Versammlung aller Mitglieder mit den Vorstandswahlen als „Jahreshauptversammlung“ bezeichnet. Bei Gesellschaftern wird die Versammlung teilweise als „(Jahres-)Hauptversammlung“ bezeichnet. Juristisch korrekt handelt es sich in Vereinen aber um eine „Mitgliederversammlung“ (§ 32 BGB) und bei der GmbH (§ 48 GmbHG) bzw. den Personengesellschaften (§ 116 Abs. 2 HGB) um eine „Gesellschafterversammlung“.

## Arten
Die Mitglieder der beiden anderen Organe (Vorstand und Aufsichtsrat) sollen nach Möglichkeit an der Hauptversammlung teilnehmen (§ 118 Abs. 3 Aktiengesetz (AktG)). Gesetzlich geregelt sind zwei Arten, nämlich die ordentliche und außerordentliche Hauptversammlung. Rechtsgrundlage sind in Deutschland die §§ 118 bis § 147 AktG.

### Ordentliche Hauptversammlung
Die ordentliche Hauptversammlung (auch jährliche Hauptversammlung; engl. Annual General Meeting (AGM)) findet mindestens einmal jährlich statt (§ 120 Abs. 1, S. 1 AktG). Stimmberechtigte Teilnehmer der Hauptversammlung sind alle Halter von Stammaktien eines Unternehmens.
Während einer ordentlichen Hauptversammlung werden grundsätzliche Entscheidungen für das Unternehmen gefällt, beispielsweise die Wahl der Mitglieder im Aufsichtsrat, Änderungen der Statuten sowie die Ausschüttung von Gewinnen in Form einer Dividende. Wichtiger Punkt auf der Tagesordnung ist die Entlastung des Aufsichtsrats und des Vorstands. Die Hauptversammlung wählt in der Regel den Abschlussprüfer. Im Allgemeinen werden Beschlüsse der Hauptversammlung mit einfacher Mehrheit der abgegebenen Stimmen gefasst, soweit es sich nicht um Entscheidungen von besonderer Tragweite handelt. Hierzu gehören:
- Geschäftsordnung der Hauptversammlung (§ 129 Abs. 1, S. 1 AktG),
- Satzungsänderungen (§ 179 Abs. 2, S. 1 AktG),
- Kapitalerhöhung (§ 182 Abs. 1, S. 1 AktG),
- Ausschluss Bezugsrecht (§ 186 Abs. 3, S. 2 AktG),
- Auflösung der Gesellschaft (§ 262 Abs. 1 Nr. 2 AktG) oder
- Restrukturierung und Unternehmensverträge (z. B. § 65 Abs. 1, § 73, § 125, § 135, § 176, § 179 UmwG; § 293, § 295 oder § 319 Abs. 2, S. 2 AktG).
- Der Bundesgerichtshof sieht auch eine Zuständigkeit der HV für Strukturmaßnahmen von herausragender Bedeutung.[2]

In diesen Fällen schreibt das Aktiengesetz eine Zustimmung von mindestens 75 Prozent des bei der Beschlussfassung anwesenden Kapitals vor, wobei in der Satzung der Gesellschaft andere Mehrheiten festgelegt sein können (mit Ausnahme der Aufsichtsratabberufung).

### Außerordentliche Hauptversammlung
Die außerordentliche Hauptversammlung (englisch Extraordinary General Meeting (EGM)) findet nicht jährlich, sondern aufgrund besonderer Anlässe statt. Solche Anlässe können beispielsweise unerwartete Ereignisse wie Übernahmen oder Fusionen (Mergers & Acquisitions), die Abberufung von Aufsichtsräten oder Kapitalmaßnahmen (Kapitalerhöhung / Kapitalherabsetzung) sein. Der Vorstand lädt zur Hauptversammlung aufgrund eigenen Entschluss oder einem Minderheitenvotum von Aktionären ein (§ 122 AktG).

### Virtuelle Hauptversammlung
Entsprechend Artikel 2 des am 27. März 2020 vom Bundestag verabschiedeten Gesetz zur Abmilderung der Folgen der COVID-19-Pandemie im Zivil-, Insolvenz- und Strafverfahrensrecht wurde erlaubt, Hauptversammlungen ganz ohne physische Präsenz virtuell durchzuführen. Diese Ausnahmeregelung war zunächst bis zum 31. Dezember 2020 befristet. Angesichts der andauernden pandemischen Lage wurde sie mehrfach verlängert.
2022 wurde ein Gesetz beschlossen, das die Durchführung virtueller Hauptversammlungen dauerhaft ermöglicht.

## Technische Abwicklung von Hauptversammlungen

### Einberufung
Nach § 121 AktG ist die Hauptversammlung durch den Vorstand einzuberufen. Befugt sind Vorstandsmitglieder, die in das Handelsregister als Vorstand eingetragen sind. Diese Einberufung ist mindestens 30 Tage vor der eigentlichen Hauptversammlung vorzunehmen (§ 123 Abs. 1 Satz 1 AktG), wobei der Tag der Einberufung nicht mitzuzählen ist (§ 123 Abs. 1 Satz 2 AktG). Die Einberufung muss Zeit und Ort der Hauptversammlung sowie die Tagesordnung enthalten. Sodann hat der Vorstand mindestens 21 Tage vor der Versammlung den Kreditinstituten und den Vereinigungen von Aktionären, die in der letzten Hauptversammlung Stimmrechte für Aktionäre ausgeübt oder die die Mitteilung verlangt haben, die Einberufung der Hauptversammlung mitzuteilen (§ 125 AktG).

### Nachweis über das Stimmrecht des Aktionärs
Der Aktionär hat einen Nachweis über sein Stimmrecht zu erbringen, dieser kann als in Textform erstellter besonderer Nachweis des Anteilsbesitzes durch das depotführende Institut sein § 123 Abs. 3 Satz 2 AktG. Dieser Nachweis hat sich bei Inhaberaktien auf den 21. Tag vor der HV zu beziehen und hat der Gesellschaft an die in der Einberufung hierfür mitgeteilten Adresse mindestens 6 Tage vor der HV zuzugehen § 123 Abs. 3 Satz 3 AktG. Eine kürzere als die genannte Frist kann in der Satzung oder in der Einberufung aufgrund einer Ermächtigung durch die Satzung bestimmt werden § 123 Abs. 3 Satz 4 AktG.

### Abwicklung
Die technische Organisation der Hauptversammlungen börsennotierter Aktiengesellschaften mit Inhaberaktien (Versand der Geschäftsberichte und Einladungen sowie die Verwaltung der Stimmrechte) obliegt in Deutschland den Depotbanken, da die Unternehmen ihre Aktionäre nicht kennen (Inhaber von Namensaktien sind dem Unternehmen durch das Aktienregister bekannt und werden von diesem direkt informiert). Der Aktionär hat die Wahl, sein Stimmrecht verfallen zu lassen, es selbst zu vertreten oder es per Vollmacht der Bank oder einem von ihm Beauftragten (z. B. einem Verein, der die Rechte der Aktionäre vertreten soll) zu übertragen (Depotstimmrecht). Entscheidet sich der Aktionär zur Ausübung seines Stimmrechts, müssen die Aktien der Gesellschaft zu einem gewissen Stichtag („Record date“) im Depot des Anlegers liegen. Dies ist eine Neuregelung, die seit dem 1. November 2005 im § 123 AktG Anwendung findet. Der 21. Tag vor der Hauptversammlung wurde als „Record-Date“ festgelegt. Der Eingangsstichtag für die Ausübung bzw. Bevollmächtigung der Stimmrechte ist nun der 7. Tag vor der Hauptversammlung. Was in der Zeit zwischen dem „Record Date“ und dem Tag der Hauptversammlung geschieht, ist für das Teilnahmerecht unerheblich. Ein Nebeneffekt ist, dass der Aktionär seine Aktien verkaufen, aber dennoch zur Hauptversammlung gehen oder sein Stimmrecht per Weisung ausüben kann. Wer Aktien nach dem Record Date kauft, hat kein Teilnahmerecht; aber er bekommt nach der Hauptversammlung die Dividende. Mit der neuen Regelung wurde vor allem ausländischen Investoren die Stimmrechtsausübung erleichtert, deren Präsenzen sich dadurch substanziell verbessert haben.
Bis ins Jahr 2005 wurden die Aktien im Depot bis zum Ablauf der HV gesperrt, damit ein sonst möglicher Übertrag auf einen anderen nicht zu einer Vermehrung der Stimmrechte führte.
Ein wesentliches Element ist für interessierte Anteilseigner auch die Naturaldividende während oder nach der Zusammenkunft.

### Begrenzung der Versammlungsdauer
Der Bundesgerichtshof (BGH) hat am 8. Februar 2010 entschieden, dass Hauptversammlungen um 22.30 Uhr vom Versammlungsleiter durch Schluss der Debatte beendet werden können, wenn anschließend noch Anträge zur Abstimmung anstehen. Der Senat sah es als zulässig an, eine übliche Tagesordnung in sechs Stunden Dauer auf der Hauptversammlung zu beraten. Diese Dauer kann auf zehn Stunden ausgedehnt werden, wenn noch Minderheitsanträge beantragt wurden. Zudem gestand der BGH dem Versammlungsleiter zu, die Redezeit eines Aktionärs auf 15 Minuten zu beschränken. Wenn zu einer Wortmeldung noch mindestens drei weitere Redner einen Redeantrag gestellt haben, so darf der Versammlungsleiter die Redezeit auf zehn Minuten begrenzen. Maximal darf die Redezeit eines Redners 45 Minuten nicht überschreiten. Bei der Aufteilung des Zeitrahmens für die Debatte der Aktionäre hat der Versammlungsleiter in der Ausübung seines Ermessens aber immer die konkreten Umstände zu berücksichtigen. Falls das nicht beachtet würde, könnten die Entscheidungen zu einem Akt der Willkür führen. Der Versammlungsleiter habe sich an den Geboten der Sachlichkeit, Verhältnismäßigkeit und Gleichbehandlung zu orientieren. Diese Grundsätze müssten nicht in der Satzung der Gesellschaft aufgeführt worden sein. Der BGH-Senat bezog sich in seiner Entscheidung auf das Gesetz zur Unternehmensintegrität und Modernisierung des Anfechtungsrechts. In § 131 AktG sei eine Beschränkung des Rede- und Fragerechts vorgesehen, die in die Satzung der Gesellschaft aufgenommen werden kann.

## Nichtigkeit von Hauptversammlungs-Beschlüssen
Gesetz und Rechtsprechung sehen die Möglichkeit vor, dass einzelne Beschlüsse einer HV oder gar die gesamte HV nichtig sein können, also von Anfang an keinerlei Rechtswirkung entfalten. In der zentralen Bestimmung des § 241 AktG wird zunächst auf sechs Nichtigkeitsgründe im Aktiengesetz verwiesen, während danach sechs weitere Nichtigkeitsgründe aufgeführt sind.

### Verweis auf andere Nichtigkeitsgründe
Beispielsweise wird verwiesen auf den Beschluss zu einer bedingten Kapitalerhöhung; sollten diesem die Beschlüsse einer HV entgegenstehen, sind sie nichtig (§ 192 Abs. 4 AktG). In § 212 AktG wird bestimmt, dass neue Aktien den Aktionären im Verhältnis ihrer Anteile am bisherigen Grundkapital zustehen und ein entgegenstehender Beschluss einer HV nichtig ist. Nichtig sind auch Beschlüsse auf Kapitalerhöhung und -herabsetzung, wenn sie nicht innerhalb von sechs Monaten seit Beschlussfassung ins Handelsregister eingetragen wurden (§ 228 Abs. 2 AktG).

### Eigene Nichtigkeitsgründe
Insbesondere ist eine gesamte HV nichtig, wenn sie nicht nach den Voraussetzungen des § 121 Abs. 2 und 3 AktG einberufen wurde (einberufen zur HV muss immer der Vorstand). Fehlt es an der nach § 130 Abs. 1 und 2 AktG erforderlichen notariellen Beurkundung einzelner HV-Beschlüsse (es ist eine HV-Niederschrift zu fertigen), so will das Gesetz ihre Nichtigkeit. Die aufgezählten Nichtigkeitsgründe sind abschließend („nur dann nichtig“), können also nicht beliebig erweitert werden.
Die eigentlich nichtigen Beschlüsse können nach § 242 AktG in vielen Fällen geheilt werden, wenn sie ins Handelsregister eingetragen wurden und seitdem mindestens drei Jahre verstrichen sind.

## Anfechtbarkeit von Hauptversammlungsbeschlüssen
Daneben sieht das Gesetz in § 243 AktG in einer Vielzahl von Fällen auch die Anfechtbarkeit von Hauptversammlungsbeschlüssen vor. Die gefassten Hauptversammlungsbeschlüsse sind solange wirksam, bis sie rechtswirksam angefochten wurden. Die Anfechtungsklage muss auf eine Gesetzesverletzung oder auf einen Verstoß gegen die Satzung durch HV-Beschlüsse gerichtet sein. Insbesondere fokussiert § 243 Abs. 4 AktG auf die unrichtige, unvollständige oder verweigerte Erteilung von Informationen, wenn ein objektiv urteilender Aktionär die Erteilung der Information als wesentliche Voraussetzung für die sachgerechte Wahrnehmung seiner Teilnahme- und Mitgliedschaftsrechte angesehen hätte. Es handelt sich um Informationspflichtverletzungen durch den Vorstand, die mit dem Auskunftsrecht des Aktionärs aus § 131 AktG kollidieren.
Diese Generalnorm wurde durch eine Vielzahl von Entscheidungen vom BGH konkretisiert. Er hat darauf hingewiesen, dass die Vorenthaltung von Informationen, die dem Aktionär für seine Mitwirkung an der Beschlussfassung der Hauptversammlung wesentlich sind, einen anfechtbaren Vorgang darstellt. Verlangt der Vorstand gemäß § 119 Abs. 2 AktG in einer Geschäftsführungsangelegenheit die Entscheidung der Hauptversammlung, so muss er ihr auch die Informationen geben, die sie für eine sachgerechte Willensbildung benötigt. Die Beschlüsse zur Entlastung von Vorstand oder Aufsichtsrat sind anfechtbar, wenn diese Organe eindeutig ein schwerwiegender Gesetzes- oder Satzungsverstoß trifft.
Die Anfechtungsklage gegen Beschlüsse der Hauptversammlung ist ein wichtiges Schutzinstrument für Aktionäre. Sie wurde jedoch in der Vergangenheit durch „räuberische Aktionäre“ häufig missbraucht. Dem will das Gesetz seit Mai 2009 mit einem gerichtlichen Freigabeverfahren entgegenwirken. Dieses ermöglicht die Eintragung eines Hauptversammlungsbeschlusses im Eilverfahren in das Handelsregister, obwohl eine Anfechtungsklage gegen den Beschluss erhoben wurde (§§ 246a, § 319 Abs. 6, § 327e AktG und § 16 Abs. 3 UmwG). Damit wird das Ziel verfolgt, die Dauer der Freigabeverfahren abzukürzen, weil das hauptsächliche „Erpressungspotential“ (BMJ) in einer langen Verfahrensdauer liege. Für Freigabeverfahren dieser Art ist nunmehr in erster und letzter Instanz das OLG zuständig (§ 246a Abs. 1 Satz 3, Abs. 3 Satz 4 AktG).

## International
Nach Schweizer Recht wird der Begriff Generalversammlung (französisch assemblée générale, italienisch assemblea generale. rätoromanisch radunanza generala) umfassend für das höchste Organ der juristischen Personen (Aktiengesellschaft (Art. 623 OR), GmbH, Genossenschaft, Stiftung und Verein) verwendet, zudem von eingetragenen Genossenschaften, dazu in Körperschaften des öffentlichen Rechts. Sie kann z. B. aus allen Mitgliedern (oder denen, die der Einladung folgen) bestehen oder aus von den Mitgliedern gewählten Vertretern (Vertreterversammlung). Die Generalversammlung in einem Wirtschaftsunternehmen entspricht demnach einer Hauptversammlung nach deutschem Recht.
In Österreich beruht das Aktiengesetz von 1937 (öAktG) im Kern auf dem deutschen AktG. Mittlerweile gibt es jedoch feine Unterschiede in Bezug auf die Einberufung und Durchführung der auch in Österreich so bezeichneten Hauptversammlung. Die Hauptversammlung ist in den §§ 102 ff. öAktG geregelt. Das Gesetz regelt ausschließlich die ordentliche Hauptversammlung (§§ 104 ff. öAktG).